# Bostoni halottkémek
A Bostoni halottkémek (más változatban Nyughatatlan Jordan, eredeti cím: Crossing Jordan) egy amerikai bűnügyi dráma sorozat. Amerikában az NBC csatornán futott 2001. szeptember 24-től 2007. május 16-ig. Magyarországon először a Hallmark Channel mutatta be Nyughatatlan Jordan címmel 2003. szeptember 6-án, majd a Cool TV tűzte műsorra a sorozatot az új magyar címével, ezzel címmel adta később a TV2-n és a Sorozat+ is. Főhőse Jordan Cavanaugh törvényszéki halottkém, akit Jill Hennessy alakít. A történet a Bostoni Halottkémi Hivatalban játszódik. A sorozat megalkotója Tim Kring volt.
Hat évad és 117 rész után az NBC törölte a sorozatot.

## Főszereplők és szerepeik
| Season | Medical Examiner                     | Chief Medical Examiner          | Medical Examiner                     | Medical Examiner                         | Grief Counselor              | Forensic Technician              | Senior Detective                   | Junior Detective                         |
| ------ | ------------------------------------ | ------------------------------- | ------------------------------------ | ---------------------------------------- | ---------------------------- | -------------------------------- | ---------------------------------- | ---------------------------------------- |
| 1      | Dr. Jordan Cavanaugh (Jill Hennessy) | Dr. Garret Macy (Miguel Ferrer) | Dr. Mahesh "Bug" Vijay (Ravi Kapoor) | Dr. Trey Sanders (Mahershala Ali)        | Lily Lebowski (Kathryn Hahn) | Nigel Townsend (Steve Valentine) | Det. Woody Hoyt (Jerry O’Connell)* | Vacant                                   |
| 2      | Dr. Jordan Cavanaugh (Jill Hennessy) | Dr. Garret Macy (Miguel Ferrer) | Dr. Mahesh "Bug" Vijay (Ravi Kapoor) | Dr. Elaine Duchamps (Lorraine Toussaint) | Lily Lebowski (Kathryn Hahn) | Nigel Townsend (Steve Valentine) | Det. Woody Hoyt (Jerry O’Connell)* | Vacant                                   |
| 3      | Dr. Jordan Cavanaugh (Jill Hennessy) | Dr. Garret Macy (Miguel Ferrer) | Dr. Mahesh "Bug" Vijay (Ravi Kapoor) | Dr. Peter Winslow (Ivan Sergei)          | Lily Lebowski (Kathryn Hahn) | Nigel Townsend (Steve Valentine) | Det. Woody Hoyt (Jerry O’Connell)* | Vacant                                   |
| 4      | Dr. Jordan Cavanaugh (Jill Hennessy) | Dr. Garret Macy (Miguel Ferrer) | Dr. Mahesh "Bug" Vijay (Ravi Kapoor) | Vacant                                   | Lily Lebowski (Kathryn Hahn) | Nigel Townsend (Steve Valentine) | Det. Woody Hoyt (Jerry O’Connell)  | Vacant                                   |
| 5      | Dr. Jordan Cavanaugh (Jill Hennessy) | Dr. Garret Macy (Miguel Ferrer) | Dr. Mahesh "Bug" Vijay (Ravi Kapoor) | Vacant                                   | Lily Lebowski (Kathryn Hahn) | Nigel Townsend (Steve Valentine) | Det. Woody Hoyt (Jerry O’Connell)  | Det. Tallulah "Lu" Simmons (Leslie Bibb) |
| 6      | Dr. Jordan Cavanaugh (Jill Hennessy) | Dr. Garret Macy (Miguel Ferrer) | Dr. Mahesh "Bug" Vijay (Ravi Kapoor) | Dr. Kate Switzer (Brooke Smith)*         | Lily Lebowski (Kathryn Hahn) | Nigel Townsend (Steve Valentine) | Det. Woody Hoyt (Jerry O’Connell)  | Vacant                                   |

### Főbb szereplők
- Dr. Jordan Cavanaugh (Jill Hennessy) – Jordan egy bostoni halottkém. Anyját megölték, amikor Jordan gyerek volt, ez végigkísérte az életét, és állandóan azt kereste, mi történt vele. A férfiakkal nem volt szerencséje. A hatodik évad végén Jordan elmondja Hoyt nyomozónak, hogy szereti őt.
- Dr. Garret Macy (Miguel Ferrer) – Dr. Macy a legfőbb halottkém Bostonban. Elviseli Jordan viselkedését, ahogy zavaros családi ügyeit is (van egy lánya, abby, a feleségétől elvált). alkoholista. Garret jazz-szerető. Az első évadban Lily Lebowskival volt romantikus kapcsolata, majd Renee Walcott kerületi ügyésszel, charlei Davis-szel és egy ideig a volt feleségével.
- Dr. Mahesh "Bug" Vijayaraghavensatyanaryanamurthy (Mahesh Vijay) (Ravi Kapoor) – Briliáns, de félénk törvényszéki nyomozó Liverpoolból. Lily iránt táplál gyengéd érzelmeket, de a hatodik évad elejéig ez viszonzatlan marad, mikor Lily lemondja az esküvőjét Jeffrey-vel. A dolog bonyolultabb lesz, mikor kiderül, Lily gyereket vár volt barátjától.
- Lily Lebowski (Kathryn Hahn) (1. évad 2-8. rész, 1. évad 9. résztől a 6. évadig); jószívű gyászkonzultáns. Dr. Macy-vel volt romantikus kapcsolata, ami véget ért, mikor Garret visszatért volt feleségéhez. Az ötödik évadban összejön Jeffrey-vel, aki eljegyzi őt. Az évad végén Lily lemondja az esküvőt és elmondja Bug-nak, hogy szereti. Később kiderül, hogy gyereket vár Jeffrey-től. A hatodik évad végén megszüli Madelaine-t és összeköltözik Bug-gal.
- Dr. Nigel Townsend (Steve Valentine) (1. évad 1-9. nem állandó szereplő, 1. évad 10. résztől állandó) - brit kriminológus. Száraz humora van, odavan Elvisért. A Brit Királyi Tengerészet elől menekült. Komputerzseni.
- Detective Woody Hoyt (Jerry O’Connell) (1-3 évad nem állandó szereplő, 4–6. évad - állandó) – rendőrnyomozó Wisconsinból, gyakran dolgozik Jordannel az ügyeken. Gyengéd érzelmeket táplál Jordan iránt. Mikor Jordan egy újságíróval járt együtt, egy Simmons nyomozóval volt kapcsolata.

### Korábbi szereplők
- Max Cavanaugh (Ken Howard) (Season 1–3, Recurring Season 4); Jordan apja, volt rendőr.
- Dr. Trey Sanders (Mahershala Ali) (1. évad)
- Dr. Elaine Duchamps (Lorraine Toussaint) (2. évad)
- Dr. Peter Winslow (Ivan Sergei) (1. évad - 1 rész - 2. évad - nem állandó, 3. évad - állandó)
- Detective Tallulah "Lu" Simmons (Leslie Bibb) (5. évad - állandó; 6. évad - visszatérő)

### Visszatérő szereplők
- Renee Walcott (Susan Gibney) - kerületi ügyész
- Det. Matt Seely (David Monahan)
- Doctor Howard Stiles (Wallace Shawn)
- Det. Roz Framus (Sandra Bernhard)
- Emmy (Emy Coligado)
- ADA Jeffrey Brandau (Ethan Sandler)
- Kate Switzer (Brooke Smith)
- James Horton (Michael T. Weiss)
- Dr. Devan Maguire (Jennifer Finnigan)
- Detective Annie Capra (Arija Bareikis)
- Abby Macy (Alex McKenna - Garret lánya
- Dr. Sidney Trumaine (Eugene Byrd)
- J.D. Pollack (Charles Mesure)
- William Ivers (Jeffrey Donovan)
- Det. Lois Carver (Amy Aquino)
- Det. Eddie Winslow (DW Moffet)

### Egyéb szereplők
- D.A. Jay Myers (Brian Stokes Mitchell)
- Herman Redding (Jack Laufer)
- Det. Luisa Santana (Camille Guaty)
- Oliver Titleman (Brian Kimmet)
- Calvin "Cal" Hoyt (Charlie O’Connell)
- Arlene Lebowski (Lesley Ann Warren)
- Det. Elliot Chandler (Boris Kodjoe)

### Vendég szereplők
- Gregory Jbara (Stan Benedict) in Season 2, Episode 2, "Bombs Away".
- Josh Duhamel és Molly Sims (Danny és Delinda) a Las Vegas-corssoverben

## Epizódok
| Évad | Évad | Epizódok | Eredeti sugárzás     | Eredeti sugárzás | Eredeti adó |
| Évad | Évad | Epizódok | Évadpremier          | Évadfinálé       | Eredeti adó |
| ---- | ---- | -------- | -------------------- | ---------------- | ----------- |
|      | 1    | 23       | 2001. szeptember 24. | 2002. május 13.  | NBC         |
|      | 2    | 22       | 2002. szeptember 23. | 2003. május 5.   | NBC         |
|      | 3    | 13       | 2004. március 7.     | 2004. június 6.  | NBC         |
|      | 4    | 21       | 2004. szeptember 26. | 2005. május 15.  | NBC         |
|      | 5    | 21       | 2005. szeptember 25. | 2006. május 7.   | NBC         |
|      | 6    | 17       | 2007. január 14.     | 2007. május 16.  | NBC         |